# Henrique de Bourbon-Parma
Henrique Carlos Luís Jorge (em italiano Enrico Carlo Luigi Giorgio di Borbone-Parma; Parma, 12 de fevereiro de 1851 – Menton, 14 de abril de 1905), foi Príncipe de Parma e Conde de Bardi. De 1854 à 1859, Henrique foi o Duque Herdeiro de Parma, como o irmão mais novo do duque Roberto I, até então menor de idade.
Tomou parte na Terceira Guerra Carlista - tendo lutado na Batalha de Lacar - e os ferimentos sofridos resultaram numa invalidez permanente.

## Biografia

### Família
Henrique era o filho mais novo de Carlos III de Parma e de Luísa de França. Seus avós paternos foram Carlos II de Parma e Maria Teresa de Saboia; enquanto seus avós maternos foram Vítor Emanuel I da Sardenha e Maria Teresa de Áustria-Este. Também foi bisneto de Carlos X de França e sobrinho de Henri d'Artois, conde de Chambord que, discutivelmente, foi rei de França por sete dias (2 a 9 de setembro de 1830), como Henrique V.

### Casamentos
Casou-se em Cannes, em 25 de novembro de 1873, com a princesa Maria Luísa de Bourbon-Duas Sicílias, filha do rei Fernando II das Duas Sicílias e de Maria Teresa de Áustria-Teschen. A união, contudo, durou pouco tempo, pois a jovem princesa de dezenove anos faleceu três meses depois, em 23 de fevereiro de 1874.
Henrique voltou a contrair núpcias em 15 de outubro de 1876, em Salzburgo, com Aldegundes de Bragança, Infanta de Portugal e Duquesa de Guimarães, filha do ex-rei Miguel I e de Adelaide de Löwenstein-Wertheim-Rosenberg. O casamento não gerou nenhum descendente, pois as nove gestações de Aldegundes terminaram em abortos espontâneos.

### Morte
O príncipe morreu em Menton, França, em 14 de abril de 1905, aos 54 anos de idade. Seu corpo foi sepultado na Villa Borbone, em Viareggio.

## Nota
- Este artigo foi inicialmente traduzido, total ou parcialmente, do artigo da Wikipédia em inglês cujo título é «Prince Henry, Count of Bardi», especificamente desta versão.